# Групчин
Групчин или Групшин (на македонска литературна норма: Групчин; на албански: Grupçini, Групчини) е село в Северна Македония, в Община Желино.

## География
Селото се намира в областта Долни Полог, разположено по горното течение на река Суводолица в прохода Калдъръм боаз.

## История
В края на XIX век Групчин е албанско село в Тетовска каза на Османската империя. Според статистиката на Васил Кънчов („Македония. Етнография и статистика“) от 1900 година Грумшин е село, населявано от 330 жители арнаути мохамедани.
Според Афанасий Селишчев в 1929 година Групчин е център на община от 12 села в Долноположкия срез и има 40 къщи с 259 жители албанци.
По време на българското управление във Вардарска Македония в годините на Втората световна война, Христо Ив. Джинлев от Тетово е български кмет на Групчин от 27 септември 1941 година до 9 септември 1944 година.
Според преброяването от 2002 година селото има 968 жители.
| Националност | Всичко |
| македонци    | 0      |
| албанци      | 966    |
| турци        | 0      |
| роми         | 0      |
| власи        | 0      |
| сърби        | 0      |
| бошняци      | 0      |
| други        | 2      |